# 謝利奇夫卡
50°20′23″N 31°16′30″E / 50.33972°N 31.27500°E
塞利奇夫卡（烏克蘭語：Селичівка）是位於烏克蘭北部的村莊，由基辅州布羅瓦里區的巴里希夫卡市鎮負責管轄。該村始建於1700年，面積2.11平方公里，海拔高度100米，2001年人口1,097，人口密度每平方公里519.9人。